# Linha do tempo dos voos espaciais de maior duração

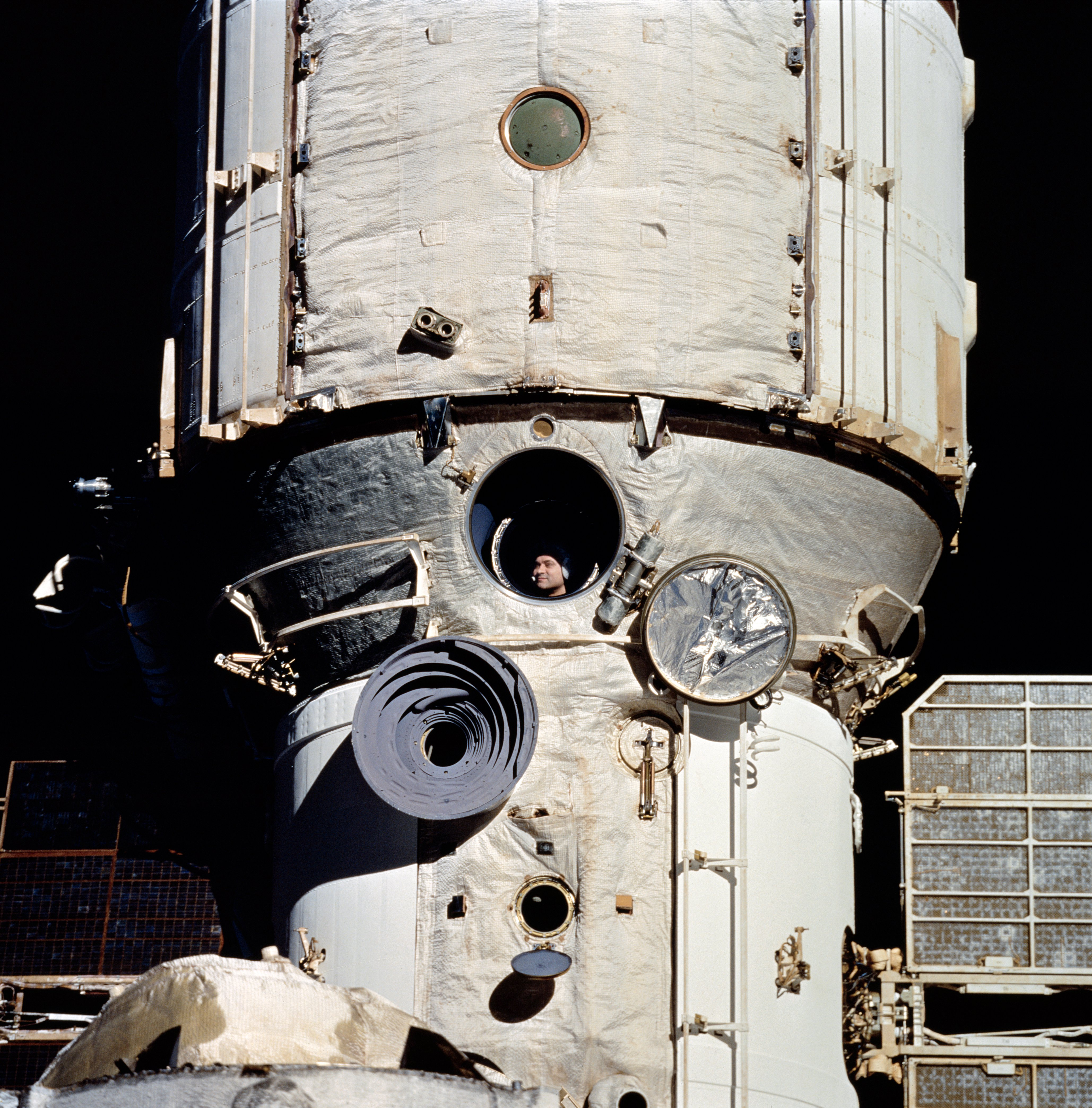
Valeri Polyakov olha pela janela da Mir durante seu voo de 437 dias

A linha do tempo dos voos espaciais de maior duração é uma cronologia dos voos espaciais tripulados mais longos. Muitos dos primeiros recordes eram de horas e dias, mas as estações espaciais dos anos 70 e 80 expandiram para meses e semanas. Nos anos 90, o recorde superou um ano e continuou assim até o século 21.
Uma missão de longa duração moderna é a missão de um ano na ISS (2015-2016). O problema mais significativo são os efeitos do voo espacial no corpo humano, devido a microgravidade e radiação elevada.

## Permanência contínua no espaço
| Duração  | Tripulante(s)                                       | Missão   | Destino  | Começo         | Fim         | Recorde mantido por | Notas Referências |
| -------- | --------------------------------------------------- | -------- | -------- | -------------- | ----------- | ------------------- | --- |
| 437 dias | Valeri Polyakov                                     | EO-15    | Mir      | 08.01.1994     | 22.03.1995  | 11022 dias          | Recorde atingido no dia 9 de janeiro de 1995 e mantido até o momento.                                                  |
| 437 dias | Valeri Polyakov                                     | EO-15    | Mir      | Soyuz TM-18    | Soyuz TM-20 | 11022 dias          | Recorde atingido no dia 9 de janeiro de 1995 e mantido até o momento.                                                  |
| 365 dias | Vladimir Titov Musa Manarov                         | EO-3     | Mir      | 21.12.1987     | 21.12.1988  | 2,250 dias          | Recorde atingido no dia 11 de novembro de 1988.                                                                        |
| 365 dias | Vladimir Titov Musa Manarov                         | EO-3     | Mir      | Soyuz TM-4     | Soyuz TM-6  | 2,250 dias          | Recorde atingido no dia 11 de novembro de 1988.                                                                        |
| 326 dias | Yuri Romanenko                                      | EO-2     | Mir      | 05.02.1987     | 29.12.1987  | 408 dias            | Recorde atingido em 30 de setembro de 1987.                                                                            |
| 326 dias | Yuri Romanenko                                      | EO-2     | Mir      | Soyuz TM-2     | Soyuz TM-3  | 408 dias            | Recorde atingido em 30 de setembro de 1987.                                                                            |
| 236 dias | Leonid Kizim Vladimir Solovyov Oleg Atkov           | EO-3     | Salyut 7 | 08.02.1984     | 02.10.1984  | 1,119 dias          | Recorde atingido no dia 6 de setembro de 1984.                                                                         |
| 236 dias | Leonid Kizim Vladimir Solovyov Oleg Atkov           | EO-3     | Salyut 7 | Soyuz T-10     | Soyuz T-11  | 1,119 dias          | Recorde atingido no dia 6 de setembro de 1984.                                                                         |
| 211 dias | Anatoli Berezovoy Valentin Lebedev                  | EO-1     | Salyut 7 | 13.05.1982     | 10.12.1982  | 662 dias            | Recorde atingido no dia 14 de novembro de 1982.                                                                        |
| 211 dias | Anatoli Berezovoy Valentin Lebedev                  | EO-1     | Salyut 7 | Soyuz T-5      | Soyuz T-7   | 662 dias            | Recorde atingido no dia 14 de novembro de 1982.                                                                        |
| 184 dias | Leonid Popov Valeri Ryumin                          | EO-4     | Salyut 6 | 09.04.1980     | 11.10.1980  | 774 dias            | Recorde atingido no dia 1 de outubro de 1980.                                                                          |
| 184 dias | Leonid Popov Valeri Ryumin                          | EO-4     | Salyut 6 | Soyuz 35       | Soyuz 37    | 774 dias            | Recorde atingido no dia 1 de outubro de 1980.                                                                          |
| 175 dias | Vladimir Lyakhov Valeri Ryumin                      | EO-3     | Salyut 6 | 25.02.1979     | 19.08.1979  | 444 dias            | Recorde atingido em 15 de julho de 1979.                                                                               |
| 175 dias | Vladimir Lyakhov Valeri Ryumin                      | EO-3     | Salyut 6 | Soyuz 32       | Soyuz 34    | 444 dias            | Recorde atingido em 15 de julho de 1979.                                                                               |
| 139 dias | Vladimir Kovalyonok Aleksandr Ivanchenkov           | EO-2     | Salyut 6 | 15.06.1978     | 02.11.1978  | 298 dias            | Recorde atingido no dia 20 de setembro de 1978.                                                                        |
| 139 dias | Vladimir Kovalyonok Aleksandr Ivanchenkov           | EO-2     | Salyut 6 | Soyuz 29       | Soyuz 31    | 298 dias            | Recorde atingido no dia 20 de setembro de 1978.                                                                        |
| 96 dias  | Yuri Romanenko Georgi Grechko                       | EO-1     | Salyut 6 | 10.12.1977     | 16.03.1978  | 200 dias            | Recorde atingido no dia 4 de março de 1978.                                                                            |
| 96 dias  | Yuri Romanenko Georgi Grechko                       | EO-1     | Salyut 6 | Soyuz 26       | Soyuz 27    | 200 dias            | Recorde atingido no dia 4 de março de 1978.                                                                            |
| 84 dias  | Gerald Carr Edward Gibson William Pogue             | Skylab 4 | Skylab   | 16.11.1973     | 08.02.1974  | 1,509 dias          | Recorde atingido no dia 15 de janeiro de 1974.                                                                         |
| 84 dias  | Gerald Carr Edward Gibson William Pogue             | Skylab 4 | Skylab   | CSM-118        |             | 1,509 dias          | Recorde atingido no dia 15 de janeiro de 1974.                                                                         |
| 59 dias  | Alan Bean Owen Garriott Jack Lousma                 | Skylab 3 | Skylab   | 28.07.1973     | 25.09.1973  | 143 dias            | Recorde atingido no dia 25 de agosto de 1973.                                                                          |
| 59 dias  | Alan Bean Owen Garriott Jack Lousma                 | Skylab 3 | Skylab   | CSM-117        |             | 143 dias            | Recorde atingido no dia 25 de agosto de 1973.                                                                          |
| 28 dias  | Pete Conrad Joseph Kerwin Paul Weitz                | Skylab 2 | Skylab   | 25.05.1973     | 22.06.1973  | 69 dias             | Recorde atingido no dia 17 de junho de 1973.                                                                           |
| 28 dias  | Pete Conrad Joseph Kerwin Paul Weitz                | Skylab 2 | Skylab   | CSM-116        |             | 69 dias             | Recorde atingido no dia 17 de junho de 1973.                                                                           |
| 23 dias  | Georgi Dobrovolski Vladislav Volkov Viktor Patsayev | EO-1     | Salyut 1 | 06.06.1971     | 29.06.1971  | 725 dias            | Recorde atingido no dia 23 de junho de 1917. Todos os três tripulantes faleceram por asfixia no processo de reentrada. |
| 23 dias  | Georgi Dobrovolski Vladislav Volkov Viktor Patsayev | EO-1     | Salyut 1 | Soyuz 11       |             | 725 dias            | Recorde atingido no dia 23 de junho de 1917. Todos os três tripulantes faleceram por asfixia no processo de reentrada. |
| 17 dias  | Andrian Nikolayev Vitali Sevastyanov                | Soyuz 9  | LEO      | 01.06.1970     | 19.06.1970  | 373 dias            | Recorde atingido no dia 15 de junho de 1970 e continua a manter o recorde para um voo livre de maior duração.          |
| 17 dias  | Andrian Nikolayev Vitali Sevastyanov                | Soyuz 9  | LEO      | 7K-OK No. 17   |             | 373 dias            | Recorde atingido no dia 15 de junho de 1970 e continua a manter o recorde para um voo livre de maior duração.          |
| 13 dias  | Frank Borman Jim Lovell                             | Gemini 7 | LEO      | 04.12.1965     | 18.12.1965  | 1,646 dias          | Recorde atingido no dia 12 de dezembro de 1965.                                                                        |
| 13 dias  | Frank Borman Jim Lovell                             | Gemini 7 | LEO      | S/C-7 No. 1858 |             | 1,646 dias          | Recorde atingido no dia 12 de dezembro de 1965.                                                                        |
| 7 dias   | Gordon Cooper Pete Conrad                           | Gemini 5 | LEO      | 21.08.1965     | 29.08.1965  | 108 dias            | Recorde atingidido no dia dia 16 de agosto de 1965.                                                                    |
| 7 dias   | Gordon Cooper Pete Conrad                           | Gemini 5 | LEO      | S/C-5 No. 2326 |             | 108 dias            | Recorde atingidido no dia dia 16 de agosto de 1965.                                                                    |
| 4 dias   | Valery Bykovsky                                     | Vostok 5 | LEO      | 14.06.1963     | 19.06.1963  | 800 dias            | Recorde atingido no dia 18 de junho de 1963.                                                                           |
| 4 dias   | Valery Bykovsky                                     | Vostok 5 | LEO      | 3A 3KA Nr. 3   |             | 800 dias            | Recorde atingido no dia 18 de junho de 1963.                                                                           |
| 3 dias   | Andrian Nikolayev                                   | Vostok 3 | LEO      | 11.08.1962     | 15.08.1962  | 310 dias            | Recorde atingido no dia 12 de agosto de 1962.                                                                          |
| 3 dias   | Andrian Nikolayev                                   | Vostok 3 | LEO      | 3A 3KA No. 5   |             | 310 dias            | Recorde atingido no dia 12 de agosto de 1962.                                                                          |
| 1 dia    | Gherman Titov                                       | Vostok 2 | LEO      | 06.08.1961     | 07.08.1961  | 371 dias            | Recorde atingido no dia 6 de agosto de 1961.                                                                           |
| 1 dia    | Gherman Titov                                       | Vostok 2 | LEO      | 3A 3KA No. 3   |             | 371 dias            | Recorde atingido no dia 6 de agosto de 1961.                                                                           |
| 1h 46m   | Iuri Gagarin                                        | Vostok 1 | LEO      | 12.04.1961     | 12.04.1961  | 116 dias            | Primeiro voo espacial humano.                                                                                          |
| 1h 46m   | Iuri Gagarin                                        | Vostok 1 | LEO      | 3A 3KA Nr. 3   |             | 116 dias            | Primeiro voo espacial humano.                                                                                          |

## Galeria

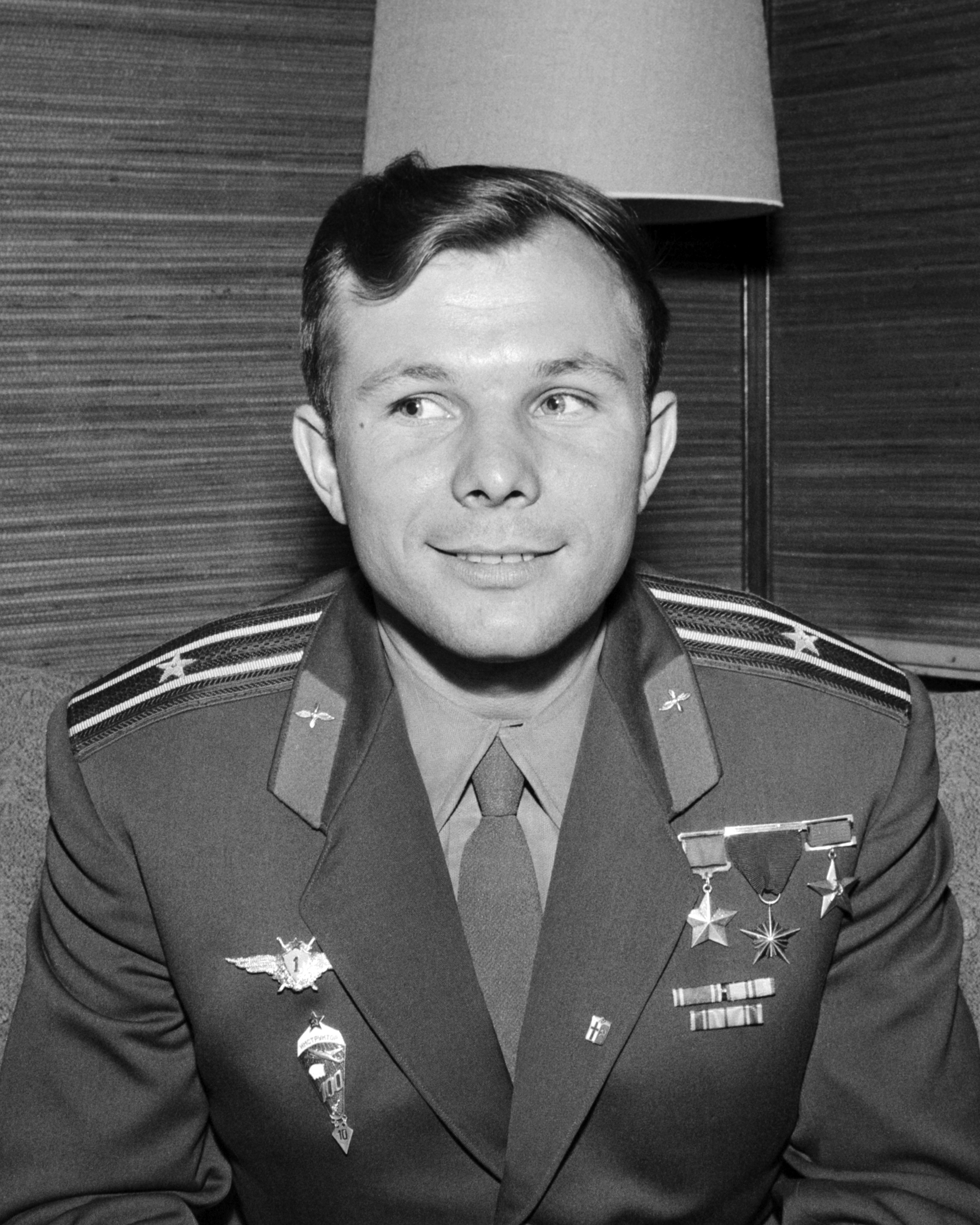
Iuri Gagarin, recordista original
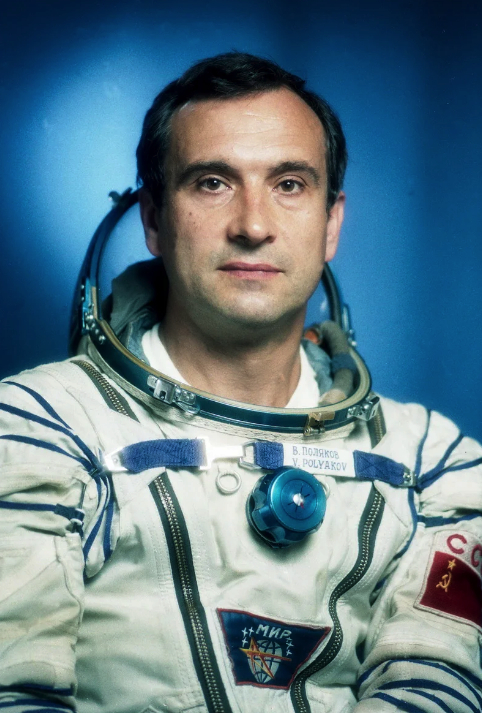
Valeri Polyakov, recordista atual.